# Stanislav Stratiev
Stanislav Stratiev (en alfabet ciríl·lic Станислав Стратиев) (Sofia, el 9 de setembre de 1941 - 20 de setembre de 2000) va ser un periodista, escriptor i dramaturg búlgar. Les seves primeres obres van ser sovint associades al gènere anomenat Teatre de l'absurd. Va escriure per al teatre, la ràdio, la televisió i el cinema. El seu tipus de prosa es relaciona amb Salinger i Plenzdorf.